# Players Tour Championship 2012/2013
Players Tour Championship 2012/2013 – trzecia edycja cyklu, obejmująca 13 rankingowych turniejów, rozgrywanych od 18 czerwca 2012 roku do 17 marca 2013 roku. Turnieje rozgrywane są w Anglii, w Europie, a od tego sezonu także i w Azji.
Turnieje serii Players Tour Championship są otwarte dla wszystkich zawodników, zarówno profesjonalistów, jak i amatorów. Wszystkie imprezy cyklu rozgrywane są systemem pucharowym, a mecze grane są do 4 wygranych partii.
W tym sezonie uległy zmianie nazwy niektórych turniejów tego cyklu: turnieje rozgrywane na Wyspach Brytyjskich pozostały pod nazwą Players Tour Championship, turnieje rozegrane na terenie Europy kontynentalnej mają nazwę European Tour, a rozgrywane na terenie Azji nazywane są Asian Players Tour Championship.
W turnieju finałowym, który rozegrany zostanie w dniach 14 – 17 marca 2013 roku, przewidziano miejsce dla 32 zawodników: 25 zawodników najwyżej notowanych w rankingu turniejów rozegranych w Europie i na Wyspach Brytyjskich, a którzy wzięli udział w przynajmniej pięciu z dziesięciu rozegranych turniejów (2 na terenie Wysp Brytyjskich i 3 na terenie kontynentalnej Europy), 3 zawodników – zwycięzców trzech turniejów cyklu, które rozegrano na terenie Azji (cykl APTC), oraz 4 najwyżej notowanych w rankingu turniejów rozegranych w Azji.

## Terminarz rozgrywek
| Data  | Data  | Nazwa turnieju                    | Miejsce                       | Miasto           | Zwycięzca       | II miejsce      | Wynik | Przypisy |
| ----- | ----- | --------------------------------- | ----------------------------- | ---------------- | --------------- | --------------- | ----- | -------- |
| 06–18 | 06–22 | APTC – Turniej 1                  | Zhangjiagang Sports Center    | Zhangjiagang     | Stuart Bingham  | Stephen Lee     | 4–3   | [ 3 ]    |
| 07–18 | 07–22 | PTC – Turniej 1                   | South West Snooker Academy    | Gloucester       | Stephen Maguire | Jack Lisowski   | 4–3   | [ 4 ]    |
| 08–08 | 08–12 | PTC – Turniej 2                   | South West Snooker Academy    | Gloucester       | Martin Gould    | Stephen Maguire | 4–3   | [ 5 ]    |
| 08–23 | 08–26 | ET – Turniej 1                    | Stadthalle                    | Fürth            | Mark Selby      | Joe Swail       | 4–1   | [ 7 ]    |
| 09–05 | 09–09 | PTC – Turniej 3                   | South West Snooker Academy    | Gloucester       | Rod Lawler      | Marco Fu        | 4–2   | [ 8 ]    |
| 09–23 | 09–27 | APTC – Turniej 2                  | Yixing Sports Centre          | Yixing           | Stephen Lee     | Ding Junhui     | 4–0   | [ 9 ]    |
| 08–16 | 08–18 | ET – Turniej 2                    | World Snooker Academy         | Sheffield        | Neil Robertson  | Jamie Burnett   | 4–3   | [ 11 ]   |
| 10–05 | 10–07 | ET – Turniej 2                    | Gdynia Sports Arena           | Gdynia           | Neil Robertson  | Jamie Burnett   | 4–3   | [ 11 ]   |
| 10–18 | 10–21 | ET – Turniej 3                    | Lotto Arena                   | Antwerpia        | Mark Allen      | Mark Selby      | 4–1   | [ 13 ]   |
| 11–05 | 11–09 | APTC – Turniej 3                  | Henan Province Sports Stadium | Zhengzhou        | Stuart Bingham  | Li Hang         | 4–3   | [ 14 ]   |
| 11–10 | 11–14 | PTC – Turniej 4                   | South West Snooker Academy    | Gloucester       | John Higgins    | Judd Trump      | 4–2   | [ 15 ]   |
| 11–15 | 11–18 | ET – Turniej 4                    | Princess Hotel Sofia          | Sofia            | Judd Trump      | John Higgins    | 4–0   | [ 17 ]   |
| 12–13 | 12–16 | ET – Turniej 5                    | Ravenscraig Sports Facility   | Ravenscraig      | Ding Junhui     | Anthony McGill  | 4–2   | [ 19 ]   |
| 11–26 | 11–27 | ET – Turniej 6                    | World Snooker Academy         | Sheffield        | Mark Selby      | Graeme Dott     | 4–3   | [ 21 ]   |
| 01–04 | 01–06 | ET – Turniej 6                    | Event Forum                   | Fürstenfeldbruck | Mark Selby      | Graeme Dott     | 4–3   | [ 21 ]   |
| 03–12 | 03–17 | Players Tour Championship – Finał | Bailey Allen Hall             | Galway           | Ding Junhui     | Neil Robertson  | 4–3   | [ 22 ]   |

## Ranking
Ranking zostanie uzupełniony po rozegraniu ostatniego z serii turniejów.

## Finał
Turniej finałowy tegorocznej edycji cyklu turniejów Players Tour Championship 2012/2013 rozegrany zostanie w dniach 12–17 marca 2013. Weźmie w nim udział: 25 zawodników najwyżej notowanych w rankingu turniejów rozegranych w Europie i na Wyspach Brytyjskich, a którzy wzięli udział w przynajmniej pięciu z dziesięciu rozegranych turniejów (2 na terenie Wysp Brytyjskich i 3 na terenie kontynentalnej Europy), 3 zawodników – zwycięzców trzech turniejów cyklu, które rozegrano na terenie Azji (cykl APTC), oraz 4 najwyżej notowanych w rankingu turniejów rozegranych w Azji.
| Finał: Do 4 frame’ów Sędzia: Michaela Tabb Bailey Allen Hall, Galway, Irlandia. 17 marca 2013. |                 |             |
| Neil Robertson                                                                                 | 3–4             | Ding Junhui |
| 88–45 (88), 80–0 (58), 72–55 (60, 51), 0–122 (52, 70), 0–130 (130), 44–70, 7–98 (98)           |                 |             |
| 88                                                                                             | Najwyższy break | 130         |
| 0                                                                                              | Breaki 100+     | 1           |
| 3                                                                                              | Breaki 50+      | 5           |